# Premios Félix
Los Premios Félix (en francés: Trophée Félix o Prix Félix) son unos galardones canadienses entregados anualmente por la Association du disque de l'industrie du spectacle québécois (ADISQ) que premian los mejores trabajos de la industria musical de Quebec.

## Historia
Los Premios Félix fueron presentados por primera vez el 23 de septiembre de 1979. La idea partió del prrimer presidente de la ADISQ, Gilles Talbot. El trofeo fue diseñado por Marc-André Parisé.
Los premios llevan el nombre en honor del cantautor quebequense Félix Leclerc.
En contraste con los Premios Juno, donde las nominaciones se basan exclusivamente en las listas de ventas, los premios Félix son decididos, tanto nominados como premiados, por los miembros de ADISQ. Los premios se entregan en una gala anual y comprenden diferentes categorías, mejor álbum, mejor composición o mejor interpretación, entre otras, también comprenden diferentes géneros musicales.
A lo largo de los años se han producido algunos episodios polémicos. En 1983, el cantautor Luc Plamondon aprovechó su discurso para atacar la ley de derechos de autor. En 1991, Céline Dion rechazó el premio al artista anglófono del año, concedido a raíz del éxito de su álbum en inglés Unison, al no considerarse a sí misma una cantante anglófona. La cantante sugirió a los miembros de ADISQ que crearan una categoría para premiar a los artistas con mayor proyección internacional. La categoría fue creada al año siguiente como "Artista de mayor éxito interpretando en otra lengua diferente al francés" (en francés: Artiste s’étant le plus illustré dans une autre langue que le français).